# 노사강
노사강(본명: 노옥철, 1942년 5월 10일 ~ )은 대한민국의 영화 배우이다.

## 출연

### 영화
- 1997년 《산부인과》
- 1997년 《똑바로 살아라》... 세금 삥한 사장 역
- 1996년 《투캅스 2》... 사장 역
- 1994년 《빨간 앵두 8》
- 1994년 《장미의 나날》
- 1993년 《여자의 일생》
- 1992년 《우리가 진정 가야할 것은》
- 1992년 《돈황제》... 노 전무 역
- 1992년 《사랑전쟁》
- 1992년 《가진것 업소이다》
- 1991년 《맨발에서 벤츠까지》... 중역 역
- 1991년 《비개인 오후를 좋아하세요》... 김 이사 역
- 1991년 《토끼를 태운 잠수함》... 파출소장 역
- 1991년 《피와 불》... 정희성 비서 역
- 1991년 《핸드백 속의 이야기》... 총무부 직원 역
- 1991년 《너에게로 또다시》... 촬영기사 역
- 1990년 《동경 아리랑》
- 1990년 《서울 통화중》... 멤버 역
- 1990년 《물의 나라》... 배인표 역
- 1989년 《추억의 이름으로》... 흥신소장 역
- 1988년 《멋장이 세상》... 면장 역
- 1988년 《성공시대》... 면접관 역
- 1988년 《필사의 도망자》... 중년신사 역
- 1988년 《접시꽃 당신》
- 1987년 《키위새의 겨울》... 박 기자 역
- 1987년 《바람의 아들》
- 1987년 《가슴으로 타는 밤》
- 1986년 《안개 기둥》
- 1985년 《여자의 반란》... 박 실장 역
- 1982년 《0점하의 자식들》
- 1979년 《내일 또 내일》
- 1978년 《대동강 출신》
- 1978년 《화려한 외출》
- 1977년 《초분》
- 1977년 《만원》
- 1976년 《바다의 사자들》
- 1976년 《네가 좋아》
- 1976년 《돌아온 팔도강산》
- 1976년 《원산공작》
- 1976년 《학창시절》
- 1976년 《나는 살아야 한다》
- 1976년 《비정지대》
- 1976년 《쾌걸 구변신》
- 1975년 《욕망》
- 1975년 《마지막 포옹》
- 1975년 《십년만의 외출》
- 1975년 《인간단지》
- 1975년 《지옥의 초대장》
- 1975년 《특별수사본부 외팔이 김종원》
- 1974년 《토지》
- 1974년 《나상》
- 1974년 《유관순》
- 1974년 《아랑낭자전》
- 1974년 《수절》
- 1973년 《아빠의 이름은》
- 1973년 《태백산의 결투》

## 주요 경력
- 신필름 전속배우 활동
- 1968년 사단법인 한국영회배우협회 정회원
- 1977년 한국영화배우협회 본협회 총무
- 한국영화배우협회 저널지 편집주간

## 외부 참조
- 노사강 - 한국영화 데이터베이스